# Madhuca elmeri
Madhuca elmeri är en tvåhjärtbladig växtart som beskrevs av Elmer Drew Merrill och Herman Johannes Lam. Madhuca elmeri ingår i släktet Madhuca och familjen Sapotaceae. Inga underarter finns listade i Catalogue of Life.